# Wat de toekomst brengen moge
Wat de toekomst brengen moge is een christelijk gedicht en lied, geschreven door de Nederlandse dichter Jacqueline E. van der Waals.
Het gedicht is geschreven vanuit het perspectief van iemand die binnenkort  zal sterven, en zich neerlegt bij de aanstaande dood. Het naderende sterven wordt behalve in de tekst ook uitgedrukt doordat het vierde en laatste couplet maar de halve lengte heeft en daardoor niet af lijkt. Er wordt wel beweerd dat Van der Waals het lied op haar sterfbed zou hebben geschreven, maar dit is onjuist; het werd in 1920 gepubliceerd, in 1921 werd ze ziek en ze overleed in 1922. Het verlangen naar de dood is een vaker voorkomend, algemeen thema in haar werk.
Het lied wordt vaak gezongen bij huwelijken en begrafenissen. In het Liedboek voor de Kerken is het opgenomen als Gezang 293. In de bundel Opwekkingsliederen is het lied 377. Het wordt ook wel gezongen op de melodie van The Rose, bekend geworden door Bette Midler